# Fiołek kanadyjski
Fiołek kanadyjski (Viola canadensis L.) – gatunek roślin z rodziny fiołkowatych (Violaceae). Występuje naturalnie w Kanadzie (w prowincjach Nowy Brunszwik, Nowa Szkocja, Ontario i Quebec, a także na Terytoriach Północno-Zachodnich) oraz Stanach Zjednoczonych (w Alabamie, Arizonie, Arkansas, Kolorado, Connecticut, Georgii, Idaho, Illinois, Indianie, Kentucky, Maine, Marylandzie, Massachusetts, Michigan, New Hampshire, New Jersey, Nowym Meksyku, stanie Nowy Jork, Karolinie Północnej, Ohio, Pensylwanii, Rhode Island, Południowej Karolinie, Tennessee, Utah, Vermoncie, Wirginii, Wirginii Zachodniej, Wisconsin i Wyoming).

## Morfologia

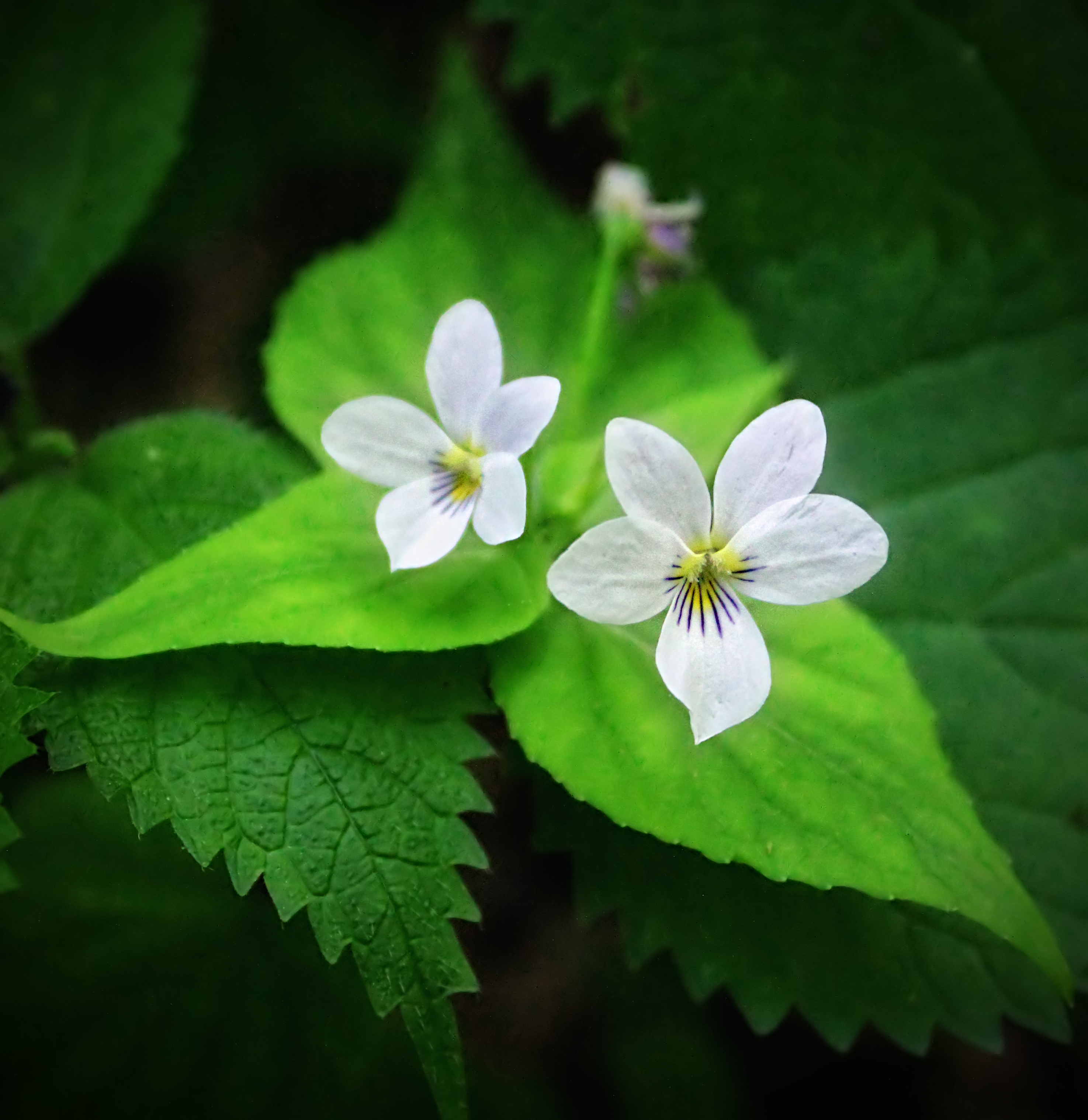
Kwiaty

PokrójBylina dorastająca do 5–60 cm wysokości, tworzy kłącza.
LiścieBlaszka liściowa ma kształt od owalnego do nerkowatego lub deltoidalnego. Mierzy 0,7–12,4 cm długości oraz 0,9–11,1 cm szerokości, jest karbowana lub piłkowana na brzegu, ma nasadę od sercowatej do ściętej i spiczasty lub ostry wierzchołek. Nagi ogonek liściowy mierzy 1,1–23 cm. Przylistki są podługowate, owalne lub lancetowate.
KwiatyPojedyncze, wyrastające z kątów pędów. Mają działki kielicha o lancetowatym kształcie, dorastające do 1 mm długości. Płatki są odwrotnie jajowate i mają białą barwę, płatek przedni jest podługowaty, mierzy 5–20 mm długości, z purpurowymi żyłkami, wyposażony w obłą ostrogę o długości 1–2 mm.
OwoceTorebki mierzące 3–10 mm długości, o kształcie od jajowatego do elipsoidalnego.

## Biologia i ekologia
Rośnie w lasach, na łąkach, brzegach cieków wodnych i skarpach. Występuje na wysokości do 3600 m n.p.m.

## Zmienność
W obrębie tego gatunku oprócz podgatunku nominatywnego wyróżniono dwa podgatunki oraz jedną odmianę:
- V. canadensis var. rugulosa (Greene) C.L.Hitchc. – występuje w Kanadzie (na obszarze od Ontario po Terytoria Północno-Zachodnie) i Stanach Zjednoczonych (na Alasce oraz na obszarze od stanu Waszyngton i Oregon na wschodzie po Wisconsin i Illinois na zachodzie oraz Arizonę i Nowy Meksyk na południu)[5]
- V. canadensis var. scopulorum A.Gray – występuje w Stanach Zjednoczonych (w Nowym Meksyku, Kolorado i Utah)[6]